# Дрога (фармација)
За разлику од обичног говора, у коме овај израз означава забрањену психоактивну супстанцу, дрога је у фармацији свака лековита супстанца природног (биљног, животињског или минералног) порекла. Прве супстанце употребљиване као лекови биле су управо дроге биљног порекла. Упркос великом броју синтетских лекова, дроге и у модерно доба имају приметан значај у фармакотерапији. Њиховим проучавањем бави се фармакогнозија.